# Vi sitter i Ventrilo och spelar DotA
«Vi sitter i Ventrilo och spelar DotA», acortada como «DotA» (en español «Estamos sentados en Ventrilo jugando a DotA») es una canción del DJ sueco de música dance Basshunter, que fue lanzada como el segundo sencillo de su álbum LOL <(^^,)>. La melodía de DotA es una versión remix de la canción «Daddy DJ» del mismo artista (Daddy DJ).

## Desarrollo
En el tercer álbum, Now You're Gone – The Album del DJ sueco se incluyó una versión en inglés del tema cantada en inglés y con una letra totalmente distinta, «All I Ever Wanted», lanzada en el Reino Unido el 7 de julio de 2008. El segundo sencillo iba a ser «Please Don't Go» en vez de DotA, pero debido a razones técnicas tan sólo se presentó en Suecia.

## Lanzamiento
El sencillo fue lanzado en formato CD sencillo de dos pistas el 3 de octubre de 2006 en Suecia y en Escandinavia bajo el nombre «Vi sitter i Ventrilo och spelar DotA». En Alemania se presentó bajo el nombre «DotA» mediante dos versiones, el CD sencillo de dos pistas, y el CD maxisencillo con remixes de «DotA», ambos lanzados el 5 de octubre de 2007.

## Formatos y lista de canciones
| CD Sencillo (3 de octubre de 2006) |                                                           |          |  |
| N.º                                | Título                                                    | Duración |  |
| 1.                                 | «Vi sitter i Ventrilo och spelar DotA» (Versión sencillo) | 3:21     |  |
| 2.                                 | «Vi sitter i Ventrilo och spelar DotA» (Club Mix)         | 5:42     |  |

| CD Maxisencillo Alemania (5 de octubre de 2007) |                                    |          |  |
| N.º                                             | Título                             | Duración |  |
| 1.                                              | «DotA» (Versión nuevo sencillo)    | 2:58     |  |
| 2.                                              | «DotA» (Edición radio)             | 3:22     |  |
| 3.                                              | «DotA» (PJ Harmony Saturday Remix) | 5:08     |  |
| 4.                                              | «DotA» (Asshunter Remix)           | 5:49     |  |
| 5.                                              | «DotA» (Versión extendida)         | 7:45     |  |
| 6.                                              | «Boten Anna» (Versión alemana)     | 3:26     |  |

## Videoclip
El videoclip fue dirigido por Kim Parrot y CJ Westregård. Éste comienza con la madre de Basshunter abriendo una puerta que revela al dj y sus amigos jugando al DotA. Ella le dice que lleva jugando demasiado tiempo cuando él empieza a cantar. El video continúa mostrando cómo juegan a DotA y después se le ve cantando en vivo en Dreamhack, la LAN party más grande del mundo. Al final del video, él y sus amigos se quedan dormidos en su cuarto.
Como curiosidades, cabe citar las siguientes:
- La madre del artista que sale en el videoclip es la verdadera madre del artista.
- Algunas imágenes han sido cogidas de Boten Anna.
- El vídeo se muestra a Basshunter interpretando la canción delante de una gran multitud. Aproximadamente a los 3 minutos y medio del vídeo se ve que uno de los oyentes tiene un cartel que pone "Vadå båt?" (en español "¿Qué barco?"), refiriéndose a la confusión que algunos de los oyentes de Suecia tenían inicialmente de la letra de Boten Anna; en la que confunden la palabra "boten" (bot) con "båten" (barco).
- Si bien la canción habla sobre como Basshunter y sus amigos están ganando la partida, matando héroes, si se observa la pantalla cuidadosamente se notará que Basshunter y sus amigos no juegan contra nadie
- La canción se popularizó en Euskadi ya que la primera frase de la canción suena como si dijera " bizitza jarri dantzan " que en euskera significa pon la vida a bailar.

En 2007 se hizo una nueva versión del videoclip más futurista en la que canta él sentado en una silla vestido de blanco mientras se ve bailar a una chica en una pantalla.

## Posicionamiento en listas
| País         | Lista (2006-08)           | Posición más alta |
| ------------ | ------------------------- | ----------------- |
| Finlandia    | Suomen virallinen lista   | 2                 |
| Suecia       | Singles Top 60            | 6                 |
| Dinamarca    | Tracklisten Top 40        | 7                 |
| Noruega      | VG-lista                  | 7                 |
| Austria      | Ö3 Austria Top 75         | 18                |
| Países Bajos | Single Top 100            | 9                 |
| Europa       | Eurochart Hot 100 Singles | 25                |
| Alemania     | Media Control AG          | 33                |
| Irlanda      | Irish Singles Chart       | 49                |

## Certificaciones
| País      | Organismo certificador | Certificación | Ventas | Ref.  |
| --------- | ---------------------- | ------------- | ------ | ----- |
| Dinamarca | IFPI Dinamarca         | Oro           | 15 000 | [ 7 ] |